# Хырлец
Хырлец (болг. Хърлец) — село в Болгарии. Находится в Врачанской области, входит в общину Козлодуй. Население составляет 2 101 человек.

## Администрация
Администрация состоит из ратуши, которая включает в своем составе мэра. Его позиция выполняет кандидат от БСП (Болгарская социалистическая партия) Огнемир Симов.